# Бисоне (Павија)
Бисоне је насеље у Италији у округу Павија, региону Ломбардија.
Према процени из 2011. у насељу је живело 159 становника. Насеље се налази на надморској висини од 66 м.